# AP4M1
AP4M1‏ (Adaptor related protein complex 4 subunit mu 1) هوَ بروتين يُشَفر بواسطة جين AP4M1 في الإنسان.